# Orakel (Novelle)
Orakel (im Original Oracle) ist eine Science-Fiction-Novelle des australischen Schriftstellers Greg Egan, zuerst veröffentlicht in Asimov's Science Fiction im Juli 2000. Die Novelle erschien ebenfalls in den Sammlungen Crystal Nights and Other Stories im Jahr 2009, Oceanic im Jahr 2009 und The Best of Greg Egan im Jahr 2019. Sie spielt im gleichen Universum wie die Kurzgeschichte Singleton und der Roman Schild’s Ladder von Greg Egan. Die Novelle wurde für den Hugo Award für die beste Novelle im Jahr 2001 nominiert.

## Handlung
Robert Stoney, eine alternative Version von Alan Turing, veröffentlicht ein Paper über eine vierdimensionale Yang-Mills-Theorie der Gravitation. Daraufhin sucht ihn die ihm unbekannte Helen auf und enthüllt, aus einem alternativen Ablauf der Geschichte zu stammen und die antiselbstdualen und selbstdualen Lösungen der Theorie für Reisen vorwärts und rückwärts durch die Zeit zu verwenden. Robert erkennt, dass Helen eine Maschine ist und bekommt von ihr fortgeschrittenes Wissen anvertraut. Dies fällt seinem Kollegen John Hamilton auf und dieser fordert ihn daraufhin zu einer öffentlichen Diskussion darüber auf, ob Maschinen denken können. John argumentiert mithilfe des Gödelschen Unvollständigkeitssatzes dagegen und erklärt ebenfalls das Halteproblem um zu zeigen, dass ein Orakel nicht existieren kann. Helen enthüllt als Maschine jedoch, durch ihre Fähigkeit zur Zeitreise tatsächlich ein Orakel zu sein.

## Übersetzung
Die Novelle wurde in Polnisch, Spanisch, Japanisch von Makoto Yamagishi, Französisch und Chinesisch (2024) übersetzt.

## Auszeichnung
Orakel gewann den Asimov's Reader Poll im Jahr 2001 und erreichte den zweiten Platz bei den Locus Awards für beste Novelle im Jahr 2001. Darüber hinaus gab es eine Nominierung für den Hugo Award für die beste Novelle im Jahr 2001 und den Gaylactic Spectrum Award im Jahr 2001.

## Kritik
Russell Letson schreibt im Locus Magazine, dass die Novelle mit der Behandlung der Metaphysik der Mathematik intellektuell sehr weit draußen sei („intellectually far-out – treatments of the metaphysics of mathematics“), aber doch trotz der Beschreibung einer alternativen Realität sehr nah an Orten und Zeiten wie unserer eigenen („set in times and places close to our own (even when they might occupy next-door alternative realities)“).
Publishers Weekly schreibt über die Kurzgeschichte, dass Egan zeitweise ziemlich schwer sein kann („Egan can be heavy-handed at times“), der Charakter von Jack wie eine Strohmann-Version von C.S. Lewis wirke („the character Jack serves as a straw-man version of C.S. Lewis“) sowie dass Egans Talent für gut gezeichnete Charaktere scheint („Egan’s talent for creating well-drawn characters shines“).